# Катуньчик
Кату́ньчик (Leucosticte) — рід горобцеподібних птахів родини в'юркових (Fringillidae). Представники цього роду мешкають в Азії і Північній Америці.

## Опис
Середня довжина катуньчиків становить 14-19 см, вага 18-60 г. Вони мають непримітне, темне забарвлення. Деяким видам притаманний яскраво виражений статевий диморфізм, деякі демонструють його лише під час сезону розмноження. Катуньчики моногамні і територіальні. В негніздовий період утворюють великі зграї. Живляться переважно насінням, а також комахами. Катуньчики живуть на високогір'ях і в тундрі. Найближчим родичем катуньчиків є тонкодзьоба чечевиця. Також катуньчики близькоспоріднені зі снігурами (Pyrrhula) та зі смеречником, з якими вони розділился в кінці середнього міоцену.

## Види
Рід нараховує шість видів:
- Катуньчик сибірський (Leucosticte arctoa)
- Катуньчик темний (Leucosticte atrata)
- Катуньчик рожевий (Leucosticte australis)
- Катуньчик перлистий (Leucosticte brandti)
- Катуньчик арчевий (Leucosticte nemoricola)
- Катуньчик сивоголовий (Leucosticte tephrocotis)

За результатами молекулярно-генетичного дослідження тибетського катуньчика, якого раніше відносили до роду Leucosticte, буле переведено до роду Чечевиця (Carpodacus).

## Етимологія
Наукова назва роду Leucosticte походить від сполучення слів дав.-гр. λευκος — білий і дав.-гр. στικτος — плямистий